# Леджа (приток Леденьги)
Леджа — река в России, протекает по Бабушкинскому району Вологодской области. Леджа — правая составляющая Леденьги, образует её сливаясь с Воймангой. Длина реки составляет 27 км. В 12 км от устья, по правому берегу реки впадает река Камешница. В 3 км от устья, по правому берегу реки впадает река Ронгаш.
Исток находится в болотах в 52 км к юго-востоку от Тотьмы и в 21 км к юго-востоку от Села имени Бабушкина на границе с Тотемским районом. Леджа течёт на север через заболоченные леса. В среднем течении реки на ней стоит деревня Тупаново. Река сливается с Воймангой, образуя Леденьгу пятью километрами южнее Села имени Бабушкина.

## Данные водного реестра
По данным государственного водного реестра России относится к Двинско-Печорскому бассейновому округу, водохозяйственный участок реки — Северная Двина от начала реки до впадения реки Вычегда, без рек Юг и Сухона (от истока до Кубенского гидроузла), речной подбассейн реки — Сухона. Речной бассейн реки — Северная Двина.
Код объекта в государственном водном реестре — 03020100312103000008329.